# 北卡南 (康乃狄克州)
北卡南（英語：North Canaan）是一個位於美國康乃狄克州利奇菲爾德縣的城鎮。

## 地理
北卡南的座標為42°01′21″N 73°17′27″W / 42.02250°N 73.29083°W，而該地的平均海拔高度為251米（即823英尺）。

## 人口
根據2010年美國人口普查的數據，北卡南的面積為50.50平方千米，當中陸地面積為50.50平方千米，而水域面積為0.00平方千米。當地共有人口3,315人，而人口密度為每平方千米65人。